# Paleopsilopterus
Paleopsilopterus is een geslacht van uitgestorven schrikvogels (Phorusrhacidae), dat tijdens het Paleoceen (meer bepaald tijdens het Selandien, 60 miljoen jaar geleden) in het huidige Brazilië, meer bepaald de provincie Rio de Janeiro, voorkwam. Hiermee is het het oudste bekende schrikvogelgeslacht.
Het geslacht telt vooralsnog de enige soort Paleopsilopterus itaboraiensis (Alvarenga, 1985).

## Ontdekking en naamgeving
Het holotype van Paleopsilopterus is MNRJ-4040-V, het proximale deel van de rechter tarsometatarsus. De geslachtsnaam werd voor het eerst gepubliceerd door Alvarenga in 1985.

## Beschrijving
Paleopsilopterus heeft een zwaardere bouw dan Psilopterus en is erg gelijkaardig aan Procariama. De intercotylaire (liggen op de depressie van de tarsometatarsus, waar de tibiotarsus in komt te zitten) tuberkel (een kleine verhoging) is breed, afgerond en lager dan bij andere geslachten. De hypotarsus is verbreed, waardoor hij de proximale (dichtst bij het lichaam gelegene) foramina (openingen in de hypotarsus) afdekt wanneer ze van beneden bekeken worden.

### Gevonden materiaal
Paleopsilopterus is bekend van erg slecht materiaal: Naast het povere holotype is enkel nog het paratype (een exemplaar dat in de oorspronkelijke beschrijving vermeld werd, maar niet dient als holotype) DGM-1431-R, de proximaal vervormde en onvolledige linker en rechter tibiotarsi en MHNT:5316–5320, vijf proximale falangen. De fossielen zijn gevonden in het Itaboraí-bekken.